# Pulvínul

Els moviments de les fulles d'aquesta planta de Mimosa pudica es deuen al canvi de turgència dels pulvínuls situats en la base dels pecíols de les seves fulles.

En botànica, el pulvínul és una estructura anatòmica engrossida, similar a una articulació, que es produeix a la base de les fulles o dels folíols d'algunes espècies de plantes i que, per variacions de la turgència dels seus teixits, pot provocar canvis de posició o moviments de les fulles. Aquests moviments nàstics, nictinàstia i tigmonàstia, són independents del creixement. Els pulvúnuls són freqüents entre les espècies de les fabàcies i de les marantàcies.
Els moviments nàstics, que consisteixen en la curvatura ascendent i descendent d'un òrgan, van ser descobert per Hideo Toriyama, que va observar en el pulvínul de la sensitiva (Mimosa pudica) ions de potassi (K+) que sortien de les cèl·lules, que perden aigua i es produint el moviment. D'acord amb Fleurat-Lessard & Bonnemain (1978), una característica histològica particular dels pulvínuls en relació amb el pecíol, és la substitució de les fibres floemàtiques per col·lènquima i la reducció o completa substitució de les cèl·lules del parènquima xilemàtic per elements fibrígids vius. Aquest tipus d'estructures foliars es presenten principalment en fabàcies. Els mecanismes fisiològics responsables dels moviments foliars en algunes espècies de lleguminoses s'han correlacionat amb les característiques estructurals del pulvínul, que els confereixen gran flexibilitat. Entre les característiques comunament reportades, es destaquen còrtex ampli constituït per cèl·lules parenquimàtiques.
El pulvínul té una estructura circular i flexible i consisteix en un particular acúmul de teixit parenquimàtic cortical. Les cèl·lules del pulvínul responsables del moviment (cèl·lules motores) són de dos tipus: cèl·lules extensores (augmenten de grandària per augment de turgència durant l'obertura foliar) i cèl·lules flexores (oposades a les anteriors, augmenten de grandària durant el tancament foliar). Els canvis de turgència es produeixen per canvis en el potencial osmòtic de les cèl·lules, d'una manera similar al de l'obertura i tancament dels estomes. Els ajustos en el posicionament foliar representen un mecanisme eficient que permet la maximització de la fotosíntesi en condicions adverses. Els moviments nictinàstics, aquells que determinen el plegament de les fulles o folíols en fosquejar, estan regulats de manera múltiple per la llum vermella, la llum blava i pels ritmes circadiaris.